# Al-Andalus (revista)
Al-Andalus fue una revista publicada en España entre 1933 y 1978, vinculada a los estudios árabes.

## Historia
Aparecida en 1933, durante la Segunda República, su publicación se prolongaría hasta 1978. Fue dirigida por Miguel Asín Palacios y Emilio García Gómez, directores a su vez el uno de la Escuela de Estudios Árabes de Madrid y el otro de la de Granada. Su sucesora fue la revista Al-Qantara.